# Calmarza
Calmarza ist ein nordspanischer Ort und eine Gemeinde (municipio) mit nur noch 58 Einwohnern (Stand: 2024) im Südwesten der Provinz Saragossa in der Autonomen Gemeinschaft Aragonien. Die Gemeinde gehört zur bevölkerungsarmen Serranía Celtibérica.

## Lage und Klima
Der Ort Calmarza liegt ca. 135 km (Fahrtstrecke) südwestlich der Provinzhauptstadt Saragossa nahe der Grenze zur altkastilischen Provinz Soria in einer Höhe von ca. 900 m. Die historisch bedeutsame Stadt Calatayud ist ca. 52 km in nordöstlicher Richtung entfernt. Das Klima ist gemäßigt bis warm; Regen (ca. 450 mm/Jahr) fällt mit Ausnahme der eher trockenen Sommermonate übers Jahr verteilt.

## Bevölkerungsentwicklung
| Jahr      | 1857 | 1900 | 1950 | 2000 | 2017 |
| Einwohner | 351  | 352  | 517  | 98   | 64   |

Die Mechanisierung der Landwirtschaft, die Aufgabe bäuerlicher Kleinbetriebe und der damit verbundene Verlust von Arbeitsplätzen führten in der zweiten Hälfte des 20. Jahrhunderts zu einem deutlichen Rückgang der Bevölkerungszahl (Landflucht).

## Wirtschaft
Jahrhundertelang lebten die Bewohner des Ortes direkt (als Kleinbauern oder Knechte) oder indirekt (als Händler oder Handwerker) von der Landwirtschaft, wozu auch die Viehzucht (Schafe, Ziegen, Hühner) gehörte. Man bearbeitete die Ländereien der Grundherren sowie die eigenen Felder und Gärten. Heute werden hauptsächlich im Sommer viele Häuser als Ferienwohnungen (casas rurales) vermietet.

## Geschichte

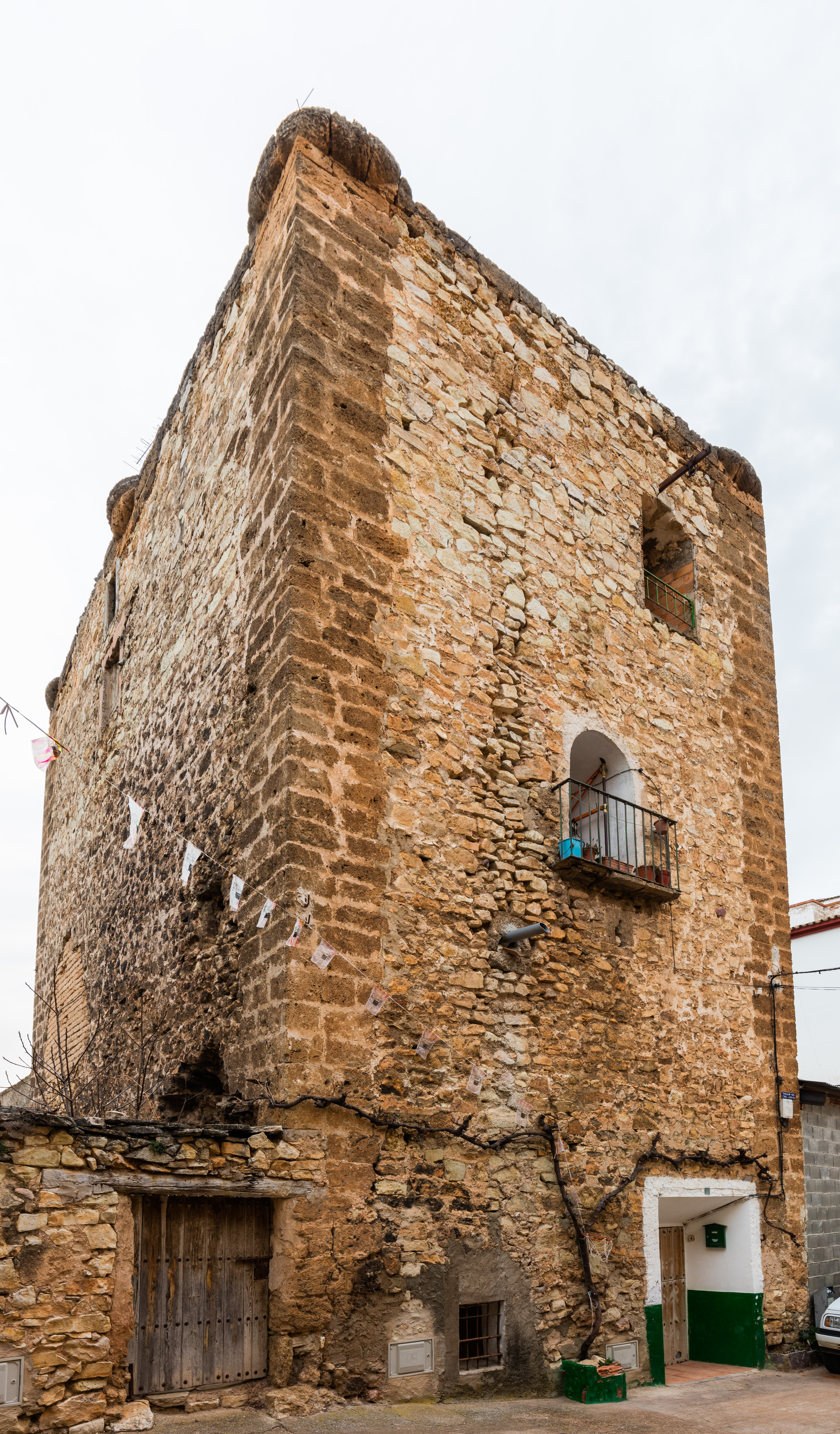
Torre de los Palafox

Aus keltiberischer, römischer und westgotischer Zeit wurden bislang keine Funde gemacht.
Im 8. Jahrhundert drangen arabisch-maurische Heere bis in den Norden der Iberischen Halbinsel vor. Die Gegend wurde nach der Rückeroberung (reconquista) der Stadt Saragossa im Jahr 1118 durch den aragonesischen König Alfons I. wieder christlich. Der Ort lag im lange Zeit zwischen den Königreichen Aragón und Kastilien umstrittenen Grenzgebiet (siehe: „Krieg der beiden Peter“). Im Jahr 1381 wurde er an die im ca. 30 km nordwestlich gelegenen Ort Ariza ansässige Grundherrenfamilie „Palafox“ verkauft.

## Sehenswürdigkeiten
- Im 15. Jahrhundert entstand mitten im Ort eine kleine Burg (castillo), von der nur noch der imposante, ca. 12 m hohe Torre de los Palafox erhalten ist.[4][5]
- Die Kirche Nuestra Señora de la Asunción entstand in der Zeit um 1700 anstelle eines mittelalterlichen Vorgängerbaus. Das Kirchenschiff ist stichkappengewölbt, es gibt jedoch ein Querschiff; über dem Vierungsbereich erhebt sich eine belichtete Kuppel.[6][7]
- Unmittelbar neben der Kirche steht die Ermita de las Flores

Umgebung
- Mehrere Bildstöcke (peirónes) stehen an den Feldrainen des Umlands.

## Persönlichkeiten
- Vicente Alda y Sancho (1839–1901), römisch-katholischer Geistlicher, Erzbischof von Saragossa 1895–1901